# Хуэй Юк
Юк Хуэй (англ. YUK HUI, кит. 許煜) — философ гонконгского происхождения, занимающийся проблемами цифровых объектов, а также политикой и поэтикой технологий, компьютерный инженер, работающий над альтернативной архитектурой социальных сетей, автор книг и монографий по философии техники, медиатеории и кибернетике, переведенных на множество языков, ученик Бернара Стиглера. Известен своими работами по философии и технологии. В настоящее время является профессором философии кафедры «Человеческих условий» Университета имени Эразма Роттердамского.

## Образование
Изучал компьютерную инженерию в Университете Гонконга, в Голдсмит-колледже (Лондон) написал докторскую диссертацию под руководством французского философа Бернара Стиглера. Получил ученую степень хабилитированного доктора философии в Университете Лейфана в Люнебурге (Германия). Владеет языками: английский, французский, немецкий, китайский (мандарин, кантонский, чаошанский диалект).

## Карьера
Преподавал философию в Городском университете Гонконга, в Университете Лейфана, Университете Баухаус, является профессором философии Университета им. Эразма Роттердамского. Был приглашенным профессором в Токийском университете, Китайской академии искусств и Институте Стрелка (Москва). Хуэй является членом жюри премии Берггрюена по философии и культуре с 2020 года и организатором Исследовательской сети по философии и технологиям с 2014 года.
Редактор серии «Философия медиа и технологий» издательства Шанхайской академии социальных наук и редактор-основатель журнала «Technophany — A Journal for Philosophy and Technology» (Radboud University Press). Также является соредактором научных журналов «30 Years after Les Immatériaux: Art, Science and Theory» (Meson, 2015), «Cosmotechnics: For a Renewed Concept of Technology in the Anthropocene» (Routledge, 2021), «Philosophy after Automation» (Philosophy Today, Vol.64 No.2, 2021), «Cybernetics for the 21st Century» (Hanart Press, 2024) и других.
Книги Хуэя были переведены на дюжину языков, включая немецкий, французский, итальянский, китайский, японский, корейский, русский, норвежский, польский, чешский, испанский и португальский, и были рецензированы и одобрены такими академическими журналами, как The Philosophical Quarterly, Radical Philosophy, Jahrbuch Technikphilosophie, Theory Culture and Society, Issue in Science and Technology, а также такими популярными газетами, как Frankfurter Allgemeine Zeitung, Folha de Sao Paulo.

## Монографии, переведенные на русский язык
- Рекурсивность и контингентность (ISBN 978-5-907183-12-4, V-A-C press, 2020)
- Вопрос о технике в Китае. Эссе о космотехнике (ISBN 978-5-91103-637-9, Ад Маргинем Пресс, 2023)
- Искусство и космотехника (ISBN 978-5-17-152584-2, Лед, 2024)
- Пост-Европа (Ад Маргинем Пресс[5], готовится)
- Машина и суверенитет (готовится)

## Монографии на английском языке
- On the Existence of Digital Objects (University of Minnesota Press, 2016)
- The Question Concerning Technology in China:-An Essay in Cosmotechnics (Urbanomic, 2016)
- Recursivity and Contingency (Rowman and Littlefield, 2019)
- Art and Cosmotechnics (University of Minnesota Press/e-flux, 2021)
- Post-Europe (Urbanomic/Sequence, 2024)
- Machine and Sovereignty (University of Minnesota Press, 2024).

## Антологии на иностранных языках
- Fragmentar el futuro -ensayos sobre tecnodiversidad, trans. Tadeo Lima (Buenos Aires: Caja Negra Editora, September 2020); pp. 192, ISBN 9789871622894
- Tecnodiversidade, trans. Humberto do Amaral (Sao Paolo: Ubu Editora, December 2020); pp. 224, ISBN 9786586497229
- Teknodiversitet, trans. Anders Dunker (Oslo: Existenz, March 2022); pp. 206, ISBN 9788269190991
- Technodiverzita, trans.Vít Bohal, Václav Janoščík (Prague: Academy of Arts, Architecture and Design, Dec 2022); pp. 180, ISBN 9788088308546
- Pensare la Contingenza. La rinascita della filosofia dopo la cibernetica, trans. Brunella Antomarini (Roma: Castelvecchi, April 2022); ISBN 9788832907216
- Tecnodiversità. Tecnologia e politica, trans. Brunella Antomarini (Roma: Castelvecchi, August 2024); ISBN 9791256140367
- 在機器的邊界思考 , (Guilin: Guangxi Normal University Press 廣西師範大學出版社, Feb 2025); pp. 356, ISBN 9787559875747